# اسلام در سورینام

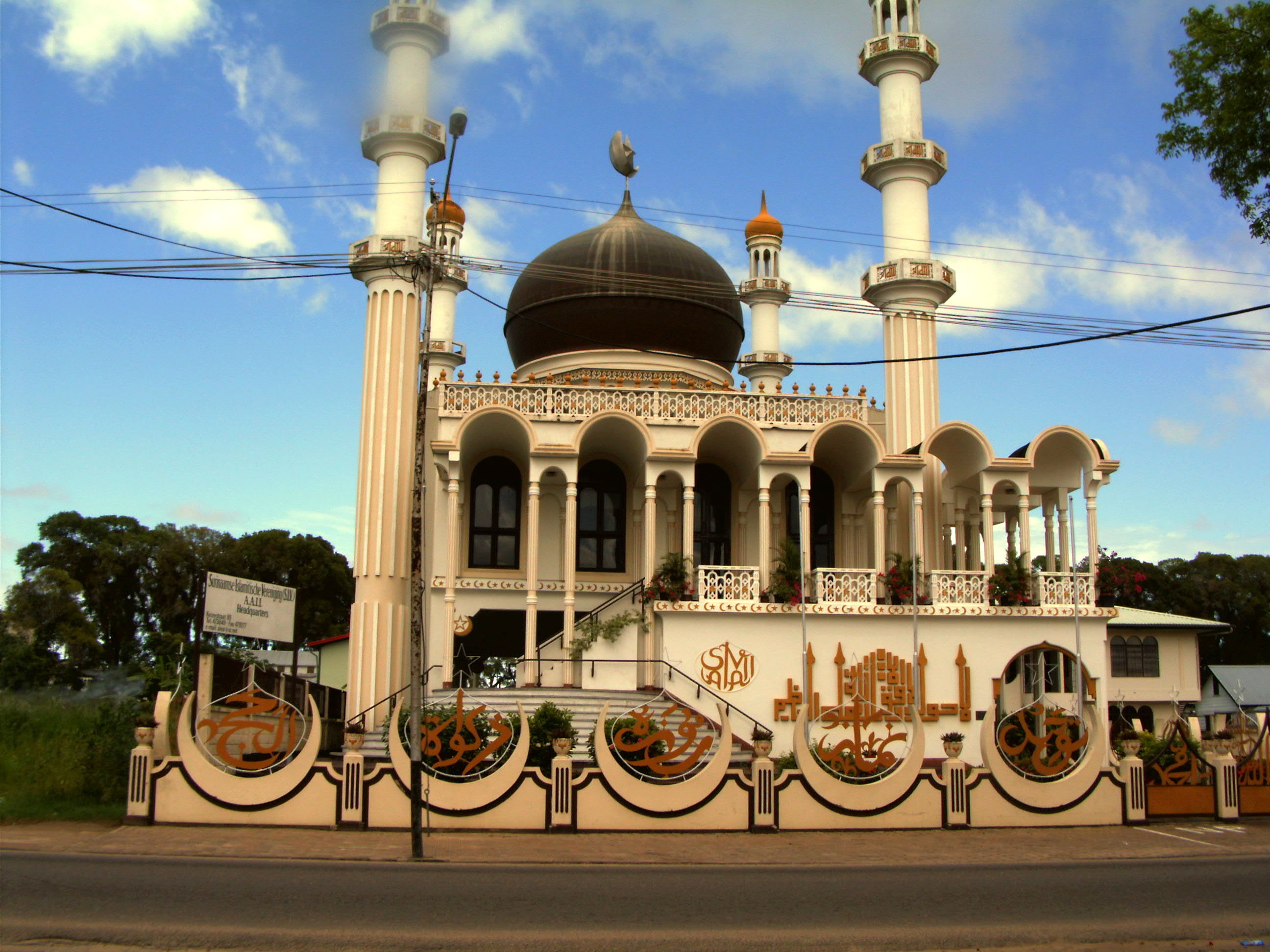

جمعیت مسلمانان در سورینام  ۶۶٬۳۰۷ معادل ۱۳٫۵ درصد جمعیت است که این کشور را دارای بزرگترین درصد مسلمانان در قاره آمریکا می‌کند. این کشور  آمریکایی عضو سازمان همکاری اسلامی از سال ۱۹۹۶ است.

## جستار های وابسته
- دین در سورینام